# Sangar, Afghanistan
Sangar (persiska: سنگر) är en ort i Afghanistan, i provinsen Ghazni. Sangar ligger 2 623 meter över havet, i dalgången av floden Jikhai, och är administrativ huvudort i distriktet Ajristan.